# 新興花園

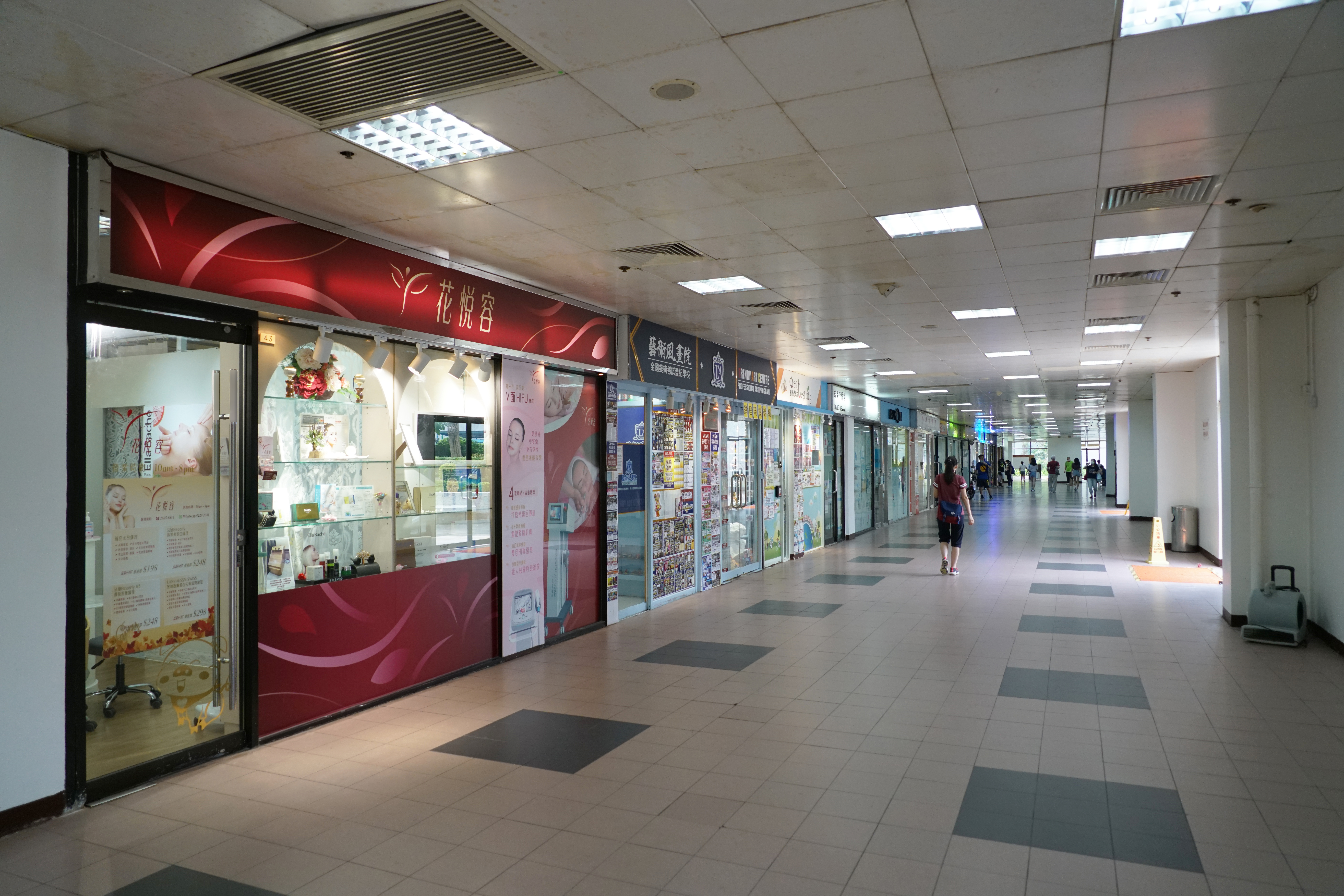
新興商場中段

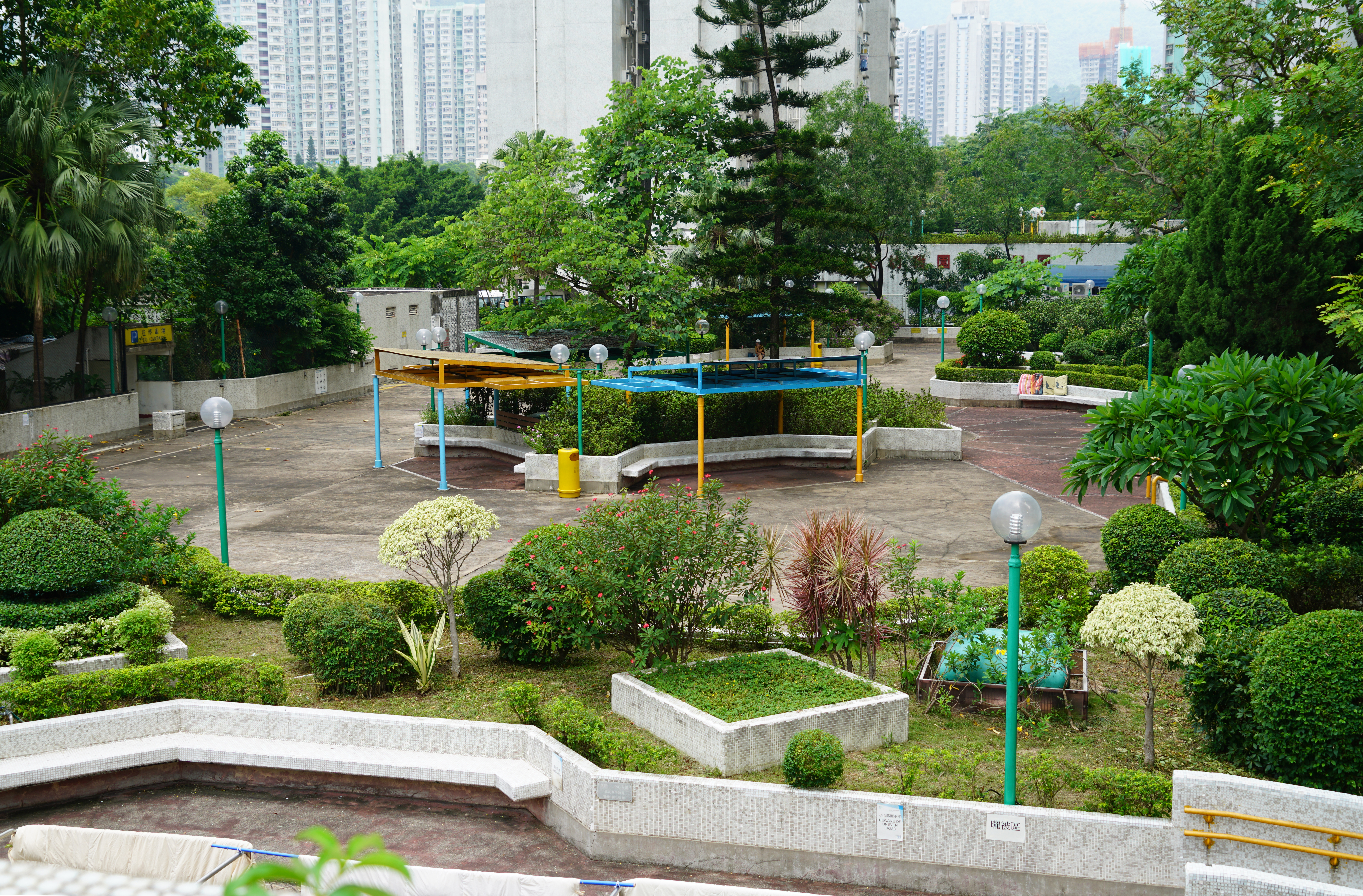
園景

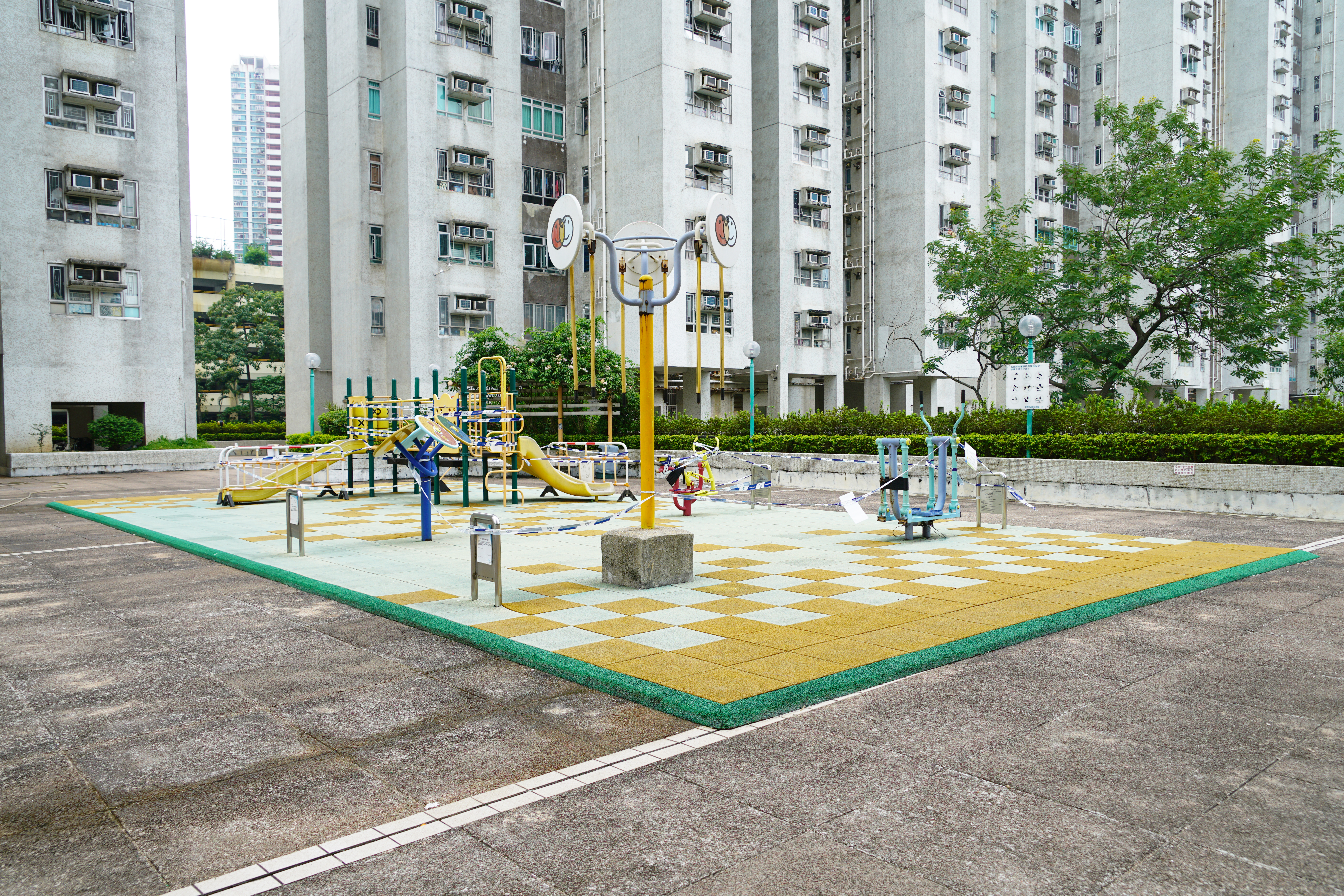
兒童遊樂場及健體區

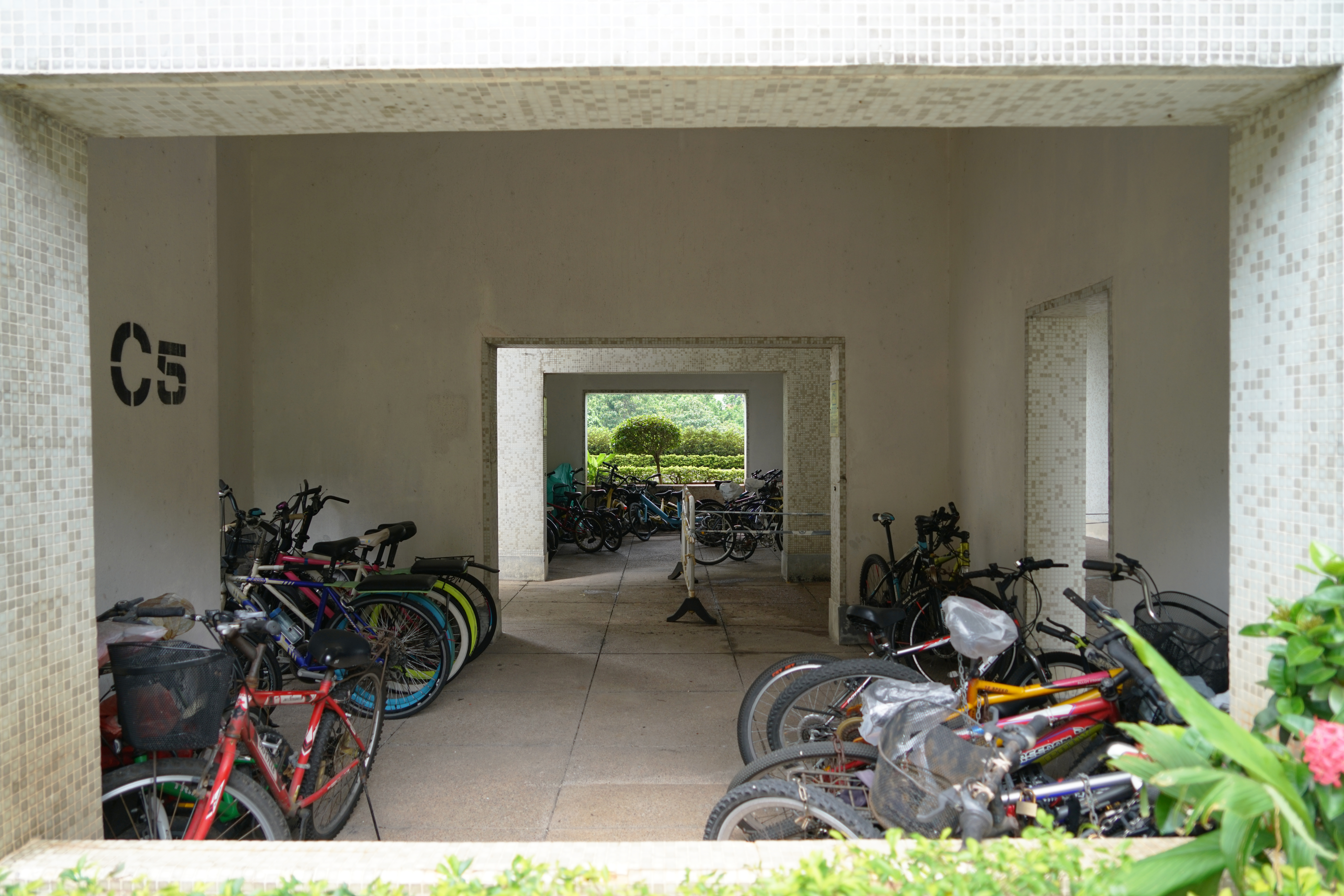
單車停泊處

新興花園（英語：Sun Hing Garden）是香港房屋委員會的私人參建居屋之一，由新昌集團及希慎興業合組財團發展，由王歐陽 (香港)設計，新昌營造承建，位於新界大埔汀角路對出的填海地上。鄰近屋苑有富善邨、明雅苑、怡雅苑。
新興花園於1985年1月22日由時任政務司鍾逸傑司憲主持奠基，並於屋苑內花園立有奠基石以作紀念。

## 屋苑資料

### 樓宇
| 樓宇名稱        | 樓宇類型                          | 落成年份 | 樓宇層數 | 每層伙數 | 單位數目 (伙) | 建築師        | 承建商   | 提供升降機的廠商 |
| --------------- | --------------------------------- | -------- | -------- | -------- | ------------- | ------------- | -------- | ---------------- |
| 康智閣（第1座） | 私人機構參建居屋計劃 （十字井型） | 1986年   | 32       | 10       | 320           | 王歐陽 (香港) | 新昌營造 | 通力             |
| 康仁閣（第2座） | 私人機構參建居屋計劃 （十字井型） | 1986年   | 32       | 10       | 320           | 王歐陽 (香港) | 新昌營造 | 通力             |
| 康信閣（第3座） | 私人機構參建居屋計劃 （十字井型） | 1986年   | 32       | 10       | 320           | 王歐陽 (香港) | 新昌營造 | 通力             |
| 康誠閣（第4座） | 私人機構參建居屋計劃 （十字井型） | 1986年   | 32       | 10       | 320           | 王歐陽 (香港) | 新昌營造 | 通力             |
| 康民閣（第5座） | 私人機構參建居屋計劃 （十字井型） | 1986年   | 18       | 10       | 180           | 王歐陽 (香港) | 新昌營造 | 通力             |

### 商場

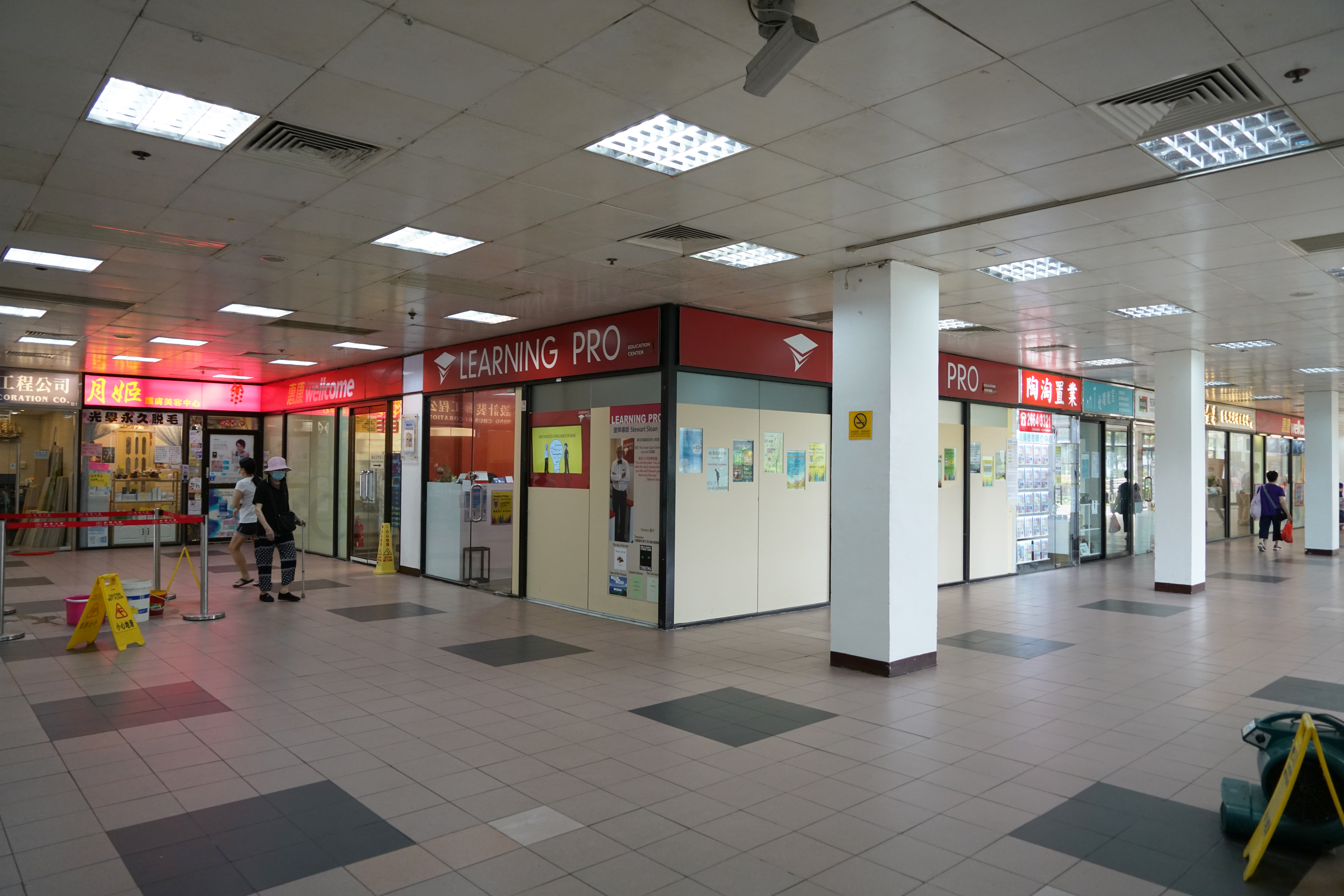
新興商場南段
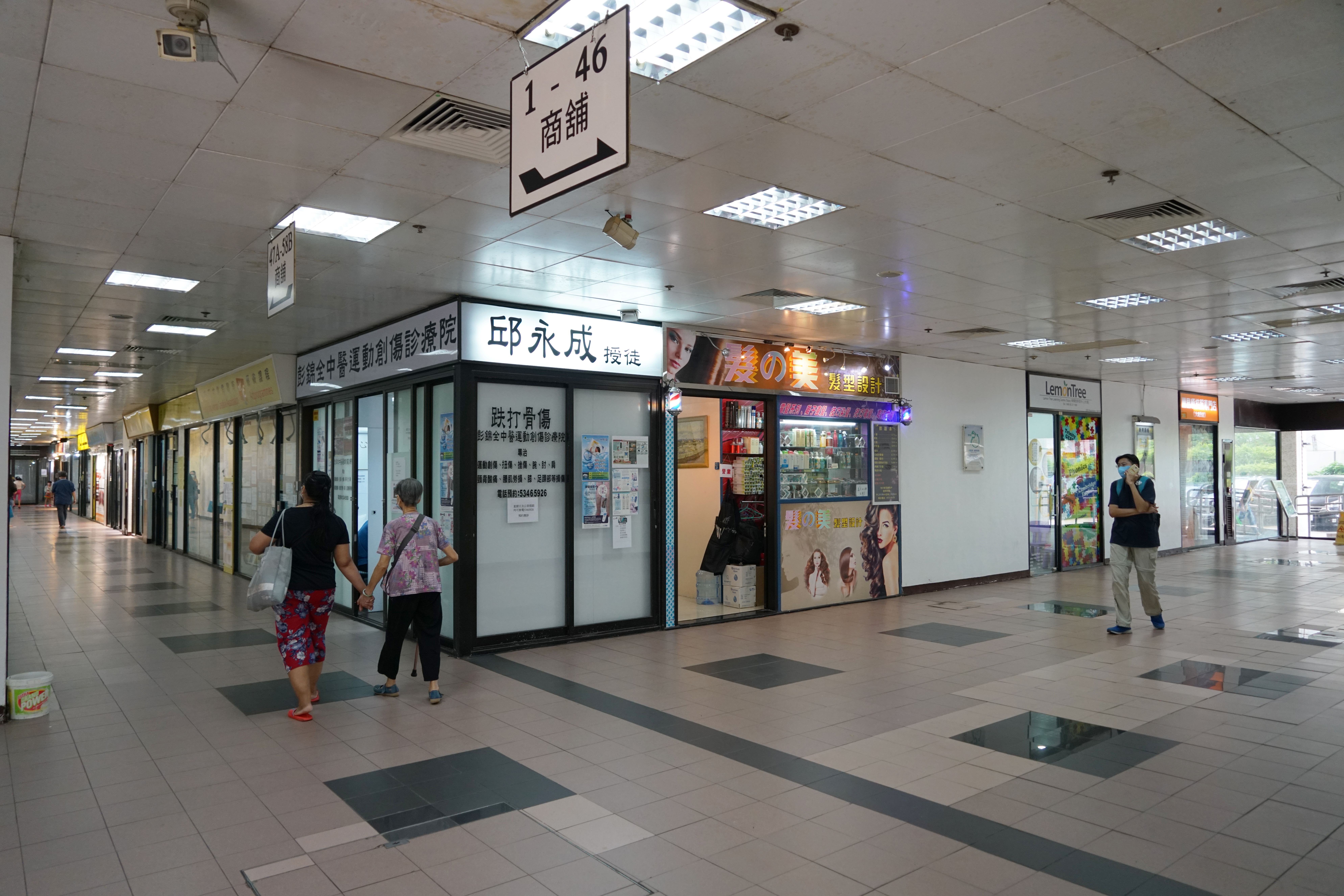
新興商場北段

## 教育

### 幼稚園
- 明雅中英文幼稚園（1986年創辦）（位於新興花園地下）
- 明雅國際幼兒學校（1986年創辦）（位於新興花園地下）

## 區議員
- 關永業

## 事件
- 2022年1月23日凌晨，大廈四座一個單位發生奪命火警，釀成一對母子死亡。警方認為事件不尋常，不過現場沒有搜獲助燃劑和引致爆炸的物品，列作誤殺及自殺案件處理。[3]

## 參看
- 香港居者有其屋列表